# Потапов, Денис Викторович
Дени́с Ви́кторович Пота́пов (род. 22 мая 1979 года, Кирово-Чепецк, Кировская область, РСФСР, СССР) — российский  хоккеист, выступавший в высшем дивизионе чемпионата Франции.

## Биография
Родился 22 мая 1979 года в Кирово-Чепецке. Воспитанник местной хоккейной школы, игровую карьеру начал в составе выступавшей в Открытом первенстве России кирово-чепецкой «Олимпии». В сезоне 1997/1998 выступал в составе новочебоксарского «Сокола», затем уехал во Францию, где представлял клуб «Альбатрос де Брест», в 2002 году вернувшийся в высший дивизион («Супер 16») французского чемпионата. Сезон 2003/2004 отыграл во втором составе клуба в младшем французском дивизионе. Завершил карьеру в 2005 году, вернувшись в «Олимпию».
В настоящее время выступает в кирово-чепецкой команде «Дикие пчёлы», являющейся лидером любительского чемпионата Кировской области.